# Los Villareales
Los Villareales is een plaats (census-designated place) in de Amerikaanse staat Texas, en valt bestuurlijk gezien onder Starr County.

## Demografie
Bij de volkstelling in 2000 werd het aantal inwoners vastgesteld op 930.

## Geografie
Volgens het United States Census Bureau beslaat de plaats een oppervlakte van
53,1 km², waarvan 53,0 km² land en 0,1 km² water.

## Plaatsen in de nabije omgeving
De onderstaande figuur toont nabijgelegen plaatsen in een straal van 12 km rond Los Villareales.